# Dème d'Éleusis
Le dème d'Éleusis, en grec moderne : Δήμος Ελευσίνας / Dímos Elefsínas, est un dème de l'Attique, en Grèce.
Selon le recensement de 2011, la population du dème s'élève à 29 902 habitants.